# Королівський військовий коледж Канади
Королівський військовий коледж Канади (англ. Royal Military College of Canada, фр. Collège militaire royal du Canada) — вищий військовий навчальний заклад в Кінгстоні (провінція Онтаріо, Канада), заснований в 1876; з 1959 має статус університету.